# Notozomus spec
Notozomus spec är en spindeldjursart som först beskrevs av Harvey 1992.  Notozomus spec ingår i släktet Notozomus och familjen Hubbardiidae. Inga underarter finns listade i Catalogue of Life.